# John-Gabriel Montgomery
John-Gabriel Carl Montgomery, född 1 april 1924 i Skövde, död 29 augusti 2017 i Göteborg, var en svensk företagsledare. 
Montgomery, som var son till överstelöjtnant John Montgomery-Cederhielm och Ebba Silfverstolpe utexaminerades från Kungliga Tekniska högskolan 1947, diplomerades från Handelshögskolan i Stockholm 1948 och blev Master of Business Administration 1951. Han var anställd vid Alfa-Laval AB 1952, Gävle Varv 1952–1954, STAL 1954–1964, var vice verkställande direktör i Elektriska AB AEG 1964, verkställande direktör där 1965–1969, vice verkställande direktör i Eka Nobel i Bohus 1969–1971, verkställande direktör där 1971–1987 och verkställande direktör i Nobel Kemi 1988–1989. Han var styrelseledamot i Kemikontoret 1971–1989, Försäkrings AB Atlantica 1975–1994, Svenska Mässan 1981–1994, Industriförbundet 1983–1989 och Statens naturvårdsverk 1984–1994. Han var mariningenjör av 1 graden i reserven. Montgomery är begravd på Lännäs kyrkogård.